# David Riedel
David O. Riedel (* 17. August 1981 in Nürnberg) ist ein deutscher Theaterschauspieler und Fernsehdarsteller.

## Leben
David O. Riedel wuchs in Nürnberg auf. Er nahm seit 2006 privaten Unterricht in Sprechtechnik, Stimmbildung und Schauspiel. Die Schauspieltechnik nach Sanford Meisner, sog. Meisner-Technique, erlernte er u. a. bei Vanessa Jung. Über die Mitwirkung als Statist und Kleindarsteller, u. a. in der Kino-Produktion Die drei Musketiere (2011), kam er zum Film.
Seit 2012 wirkte er regelmäßig bei Film- und Fernsehproduktionen mit; außerdem spielte er Hauptrollen und Nebenrollen in mehr als 20 Kurzfilmen und Diplomfilmen. 2012 spielte Riedel die Hauptrolle in dem Kurzfilm In Memoriam. Der Film wurde im April 2013 beim Filmfestival Independent Days in Karlsruhe gezeigt und erschien auch auf DVD.
Er hatte mehrere Episodenrollen als Fernsehdarsteller u. a. in den Scripted-Reality-Formaten Schicksale – und plötzlich ist alles anders, K11 – Kommissare im Einsatz und In Gefahr – Ein verhängnisvoller Moment. In der Fernsehreihe Lebenslänglich Mord – Kommissar Wilflings Kriminalfälle, einem Dokutainment-Format des Bayerischen Rundfunks über ausgewählte Mordfälle des ehem. Leiters der Münchner Mordkommission Josef Wilfling, hatte Riedel 2013 eine Episodenhauptrolle in der Folge Der weiße Flitzer. In der ZDF-Fernsehreihe Aktenzeichen XY … ungelöst war er 2014 in den Spielszenen der Episode Elterngeld als einer der Hauptdarsteller zu sehen.
In dem Kinofilm Die Nacht in mir: Anbeginn, dem zweiten Kinofilm von Davide Grisolia, der im März 2015 in die Kinos kam, spielte Riedel die Rolle des Leo Landau; er verkörperte die rechte Hand des Mafiapaten Don Laurenti.
David O. Riedel spielt auch Theater. Seit 2013 wirkt er in Aufführungen im Ensemble des „Theaters aus dem Kulturkammergut“ (TKKG) in Fürth mit. Im Juli/August 2013 und im Mai/Juni 2014 spielte er in der Komödie Mirandolina von Carlo Goldoni. Er übernahm die Rolle des Marchese von Albafiorita. Im Sommer 2014 wirkte Riedel bei einer Freilichtinszenierung von Hamlet, einer Aufführung des Theaters aus dem Kulturkammergut, im Innenhof des Fürther Rathauses in der Rolle des Laertes mit. Im Juli/August 2015 trat er mit dem Ensemble des TKKG im Innenhof des Fürther Rathauses in der Shakespeare-Komödie Wie es euch gefällt auf. Im Sommer 2016 spielte Riedel mit dem Ensemble des TKKG auf der Freilichtbühne im Fürther Stadtpark die Rolle des Zettel im Shakespeare-Stück Ein Sommernachtstraum. Im August 2017 übernahm er beim TKKG die Rolle des Don Adriano de Armado im Shakespeare-Stück Verlorene Liebesmüh bei Aufführungen im Fürther Stadtpark. Im April/Mai 2018 spielte er beim Nürnberger „Spin Off Theater“ in der Gesellschaftskomödie Unsere Frauen von Eric Assous.
Er ist passionierter Musiker und Zeichner. David O. Riedel lebt in Nürnberg.

## Filmografie (Auswahl)
- 2012: Riskante Erinnerung (Kurzfilm)
- 2012: Video games (Kurzfilm)
- 2013: High Noon (Kurzfilm)
- 2013: In Memoriam (Kurzfilm)
- 2013: Schlafende Götter - Sleeping Gods (Kurzfilm)
- 2013: Lebenslänglich Mord – Kommissar Wilflings Kriminalfälle (Doku-Serie; Folge: Der weiße Flitzer)
- 2013: K11 – Kommissare im Einsatz (Doku-Serie; zwei Folgen)
- 2014: Aktenzeichen XY … ungelöst (Doku-Serie; Folge: Elterngeld)
- 2014: In Gefahr – Ein verhängnisvoller Moment (Doku-Serie; Folge: Nela – Gefährliche Klunker)
- 2014: Schicksale – und plötzlich ist alles anders (Doku-Serie; Folge: Der perfekte Partner)
- 2015: Die Nacht in mir: Anbeginn (Kinofilm)
- 2015: Faust – Im Schatten der Nation (Web-Serie)
- 2015: Schicksale – und plötzlich ist alles anders (Doku-Serie; Folge: Nicht jeder Frosch ist ein Prinz)
- 2016: Schicksale – und plötzlich ist alles anders  (Doku-Serie; Folge: Friedas letzter Brief)
- 2016: In Gefahr – Ein verhängnisvoller Moment (Doku-Serie; Folge: Nela – Gefährliche Klunker)
- 2016: Der Chauffeur (Kurzfilm)
- 2017: Macho Man 2 (Fortsetzung zu Macho Man)